# Grimaldo Canella

Brasão heráldico dos Grimaldi

Grimaldo Canella é considerado o fundador (apesar de seu pai ser o precursor) da família Grimaldi.

## Origens
Nasceu em Génova aproximadamente no ano 1110 d.C. e morreu no ano de 1184 com 74 anos. Seu pai era o nobre genovês Ottone Canella (provavelmente originário dos Senhores de Vezzano Ligure), o mesmo que foi Cônsul de Gênova no ano 1133, e a sua mãe era a nobre local Adelasia. Ele era o último dos irmãos: Rubaldo, Bellamunto, Otto, Carlo, Bulzaneto, e Anna Canella.

## Vida
Grimaldo Canella foi político e homem de armas. As informação sobre ele aparecem primeiramente em um documento de 2 de outubro do 1158. Também foi embaixador de Federico Barbarossa em 1158 e foi várias vezes Cônsul de Gênova nos anos 1162, 1170 e 1184. Também, foi o embaixador do Emir do Marrocos o 1169 e esteve presente em vários atos notórios nos anos 1162 e 1184.
Se tornou homem de armas em outubro de 1170, quando mais tarde liderou oito galeres genoveses que, sob o seu comando, perseguiu um pequeno exército de galeres provenientes de Pisa.

## Família
Casou-se com uma nobre local da qual não se conservou o nome e tiveram os seguintes filhos: Oberto Grimaldi (1140 - 1232), o primeiro da família a portar o sobrenome Grimaldi e o fundador do poder econômico e político da Casa; Pietro; Raimondo; Adelasia (morta em 1 de dezembro de 1177), a qual se casou com Gherardo VII della Gherardesca, Conde de Settimo (morto por volta de 1178); Grimaldina; e Anna.

## Descendência
A sua família a tempos vivia em Génova num lugar que futuramente seria a Igreja de Santo Lluc no distrito denominado Maddalena.
Nesta região os Grimaldi começaram a sua ascensão entre as famílias mais importantes da República de Gênova, as quais participam nas primeiras lutas da época.
Neste contexto, a figura de Grimaldo propõe-se, portanto, a do fundador do epônimo, o famoso cônsul do qual os seus descendentes desejaram manter o nome como da mesma linhagem. Como fundador, Grimaldo coloca-se na ombreira da história escura no começo da reputação da Casa.
Os estudos mais importantes sobre Grimaldo Canella começaram-se a executar à idade moderna, apesar que ainda permanece a incerteza sobre a verdadeira origem de Canella. Depois de nove séculos, o nome e a memória de Grimaldo ainda se conservam, e geralmente aceita-se como o fundador da família Grimaldi.